# Berrade
Berrade es una entidad de población española del municipio de Espot, perteneciente a la provincia de Lérida, en la comunidad autónoma de Cataluña. En 2022, la entidad singular de población tenía empadronados dos habitantes.